# Revyförfattare
Revyförfattare är en person som författar revyer.

## Revyförfattare i Sverige
Många av de mest framstående revyartisterna i svensk revyhistoria har också varit textförfattare, till exempel Karl Gerhard, Povel Ramel samt Hasse Alfredson och Tage Danielsson som skrev allt eller merparten av innehållet i sina egna revyer. Claes Eriksson har sedan 1980-talet skrivit det mesta av Galenskaparna & After Shaves material.
En annan av de mest produktiva revyförfattarna var Kar de Mumma (Erik Zetterström), som däremot inte stod på scen själv, men som från 1920-talet och framåt författade en mängd revyer, bland annat på Folkan i Stockholm. Calle Norlén har ofta anlitats som textförfattare åt krogshower eller revyliknande föreställningar, till exempel åt REA-gängets produktioner på Hamburger Börs. Andra framträdande revyförfattare är Sven-Hugo Persson och Carsten Palmaer, som båda också skrev manus till humorprogrammet Lorry.
Riksförbundet Lokalrevyer i Sverige belönar varje år en skicklig revyförfattare med utmärkelsen Povels penna.